# Isla Vista
Isla Vista è un census-designated place (CDP) degli Stati Uniti d'America, situato in California, nella contea di Santa Barbara.
Isla Vista è famosa soprattutto per essere il luogo in cui si è verificato un tragico massacro nel 2014. In quella terribile occasione, Elliot Rodger, uno studente universitario, uccise sei persone e ne ferì altre quattordici con colpi di arma da fuoco, accoltellamenti e speronamenti con auto vicino al campus dell’Università della California a Santa Barbara, prima di spararsi mortalmente.